# Gola (gmina Szlichtyngowa)
Gola – wieś w Polsce, położona w województwie lubuskim, w powiecie wschowskim, w gminie Szlichtyngowa.
W latach 1975–1998 miejscowość należała administracyjnie do województwa leszczyńskiego.

## Zabytki

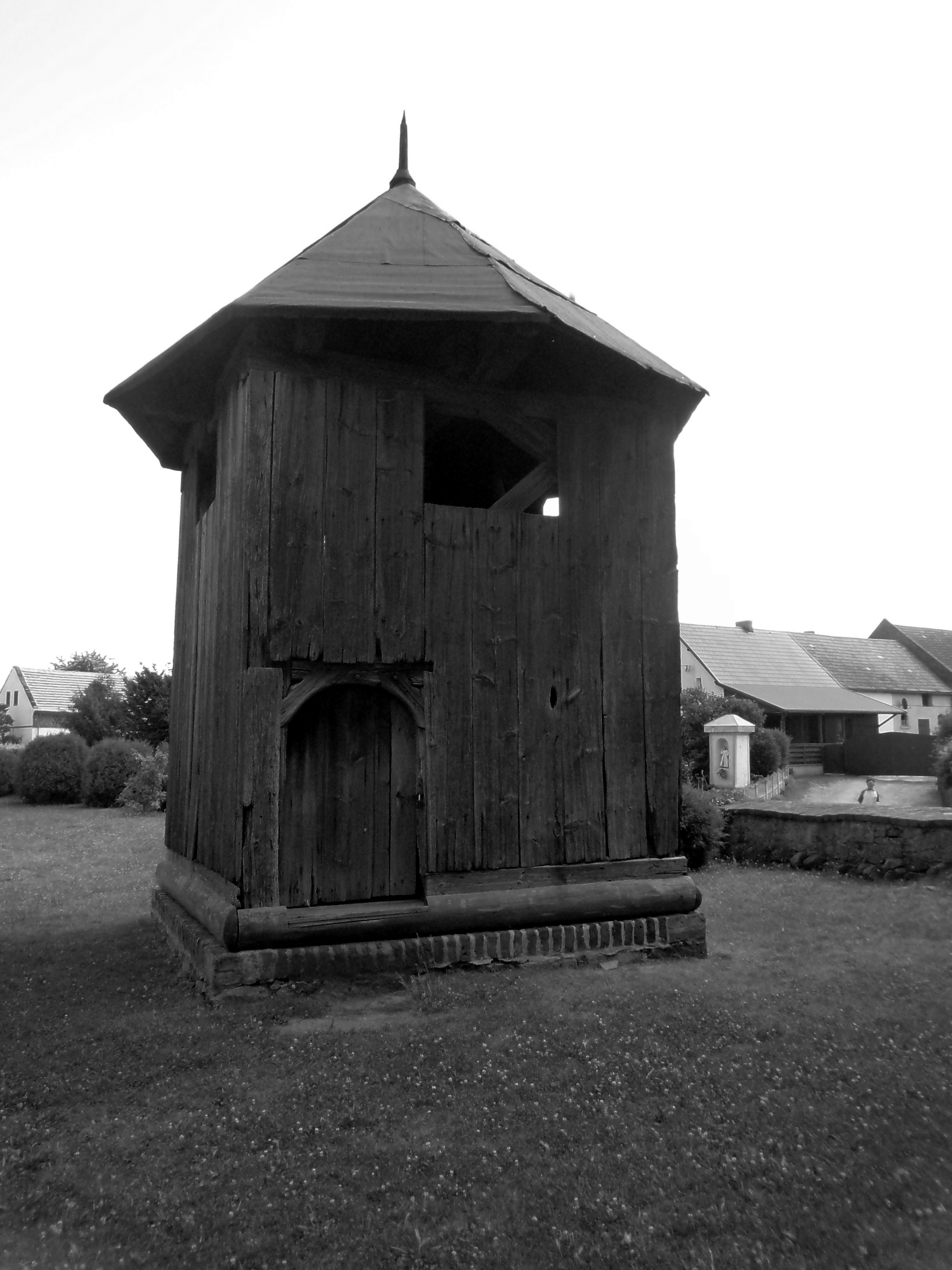
Dzwonnica drewniana z XVIII w.

Do wojewódzkiego rejestru zabytków wpisane są:
- kościół filialny pod wezwaniem św. Jadwigi, z 1768 roku
- dzwonnica, drewniana, z XVIII wieku
- szkoła, z początku XIX wieku
- wiatrak, z XVIII wieku.